# Jamshid

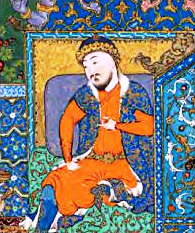
Jamshid in de Sjahnama

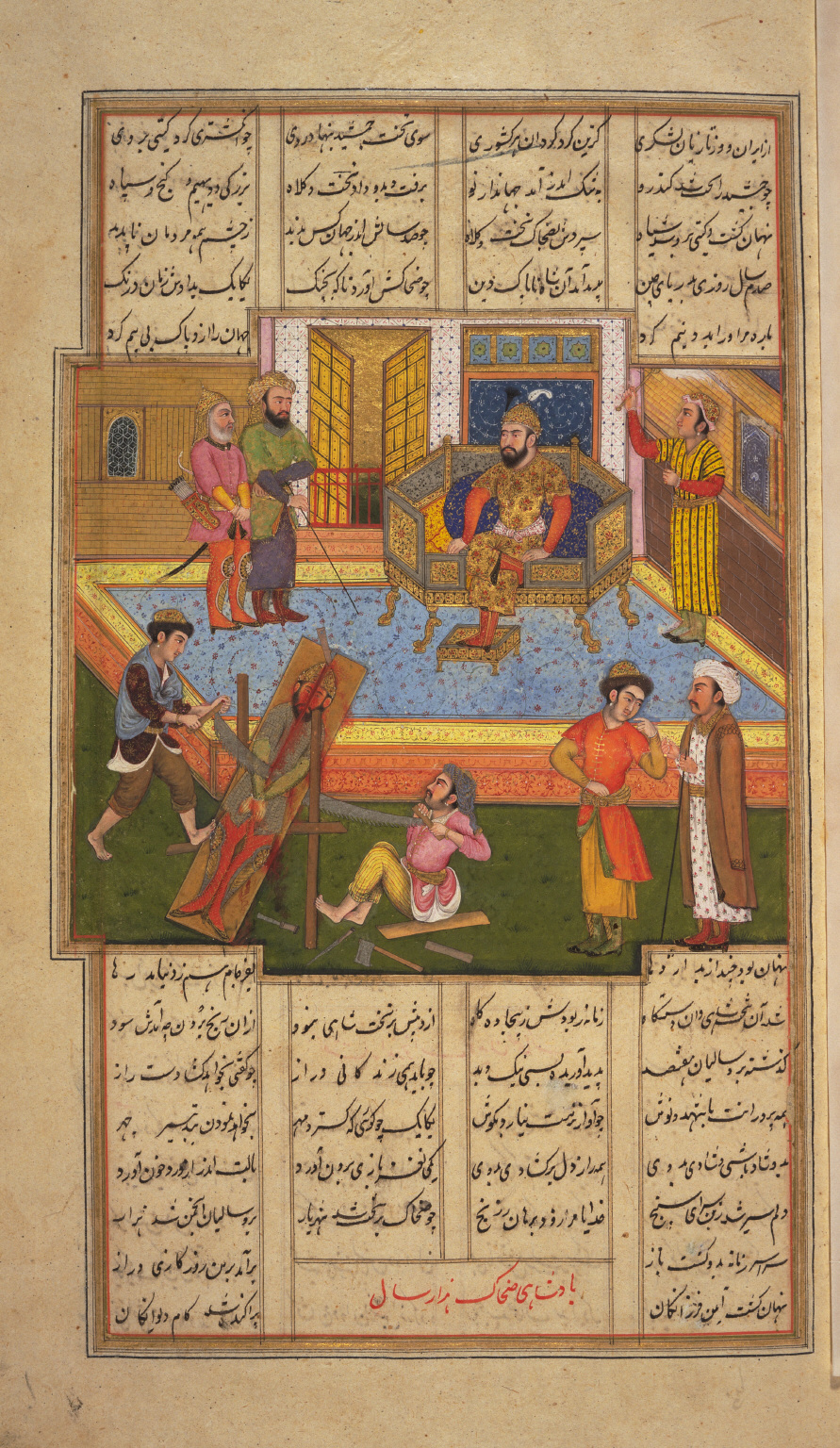
Perzische miniatuur waarop Zahhak Jamshid in tweeën laat zagen

Jamshid (Perzisch: جمشید) is een sjah uit de Sjahnama van de dichter Ferdowsi uit de 10e eeuw. Jamshid is de zoon van Tahmures, de zoon van Hushang, de zoon van Siamak, de zoon van Gayomard. Jamshid leeft zevenhonderd jaar, maar wordt ten slotte door Zahhak in tweeën gezaagd. 
Jamshid houdt zich vijftig jaar bezig met het maken en opslaan van wapens, vijftig jaar met het maken van kleding en vijftig jaar met het verzamelen van mensen met een verschillend beroep. Hij scheidde de priesters, de krijgers, de boeren en de handwerkers van elkaar af. Jamshid laat door demonen openbare baden, kastelen en paleizen bouwen. Hij zoekt edelgesteente en edelmetalen, geneesmiddelen tegen ziekten en onderzoekt alle geheimen van de wereld. Jamshid laat schepen bouwen en reist naar alle landen. Ook hier houdt hij zich vijftig jaar mee bezig.
Jamshid laat een troon bouwen, met edelstenen ingelegd en laat zich door demonen hoog in de lucht verheffen. Deze dag, de eerste dag van de maand Farvardin, wordt als No-Ruz, Nieuwjaarsdag, de rustdag van Jamshid, herinnerd. Driehonderd jaar gaan voorbij en de dood is onbekend in de wereld. Maar Jamshid wordt trots, ondankbaar tegenover God en zegt dat er niemand bestaat die zijn gelijke is. Hij pocht dat hij de mensheid alle ambachten en kunsten heeft geleerd. Zo verliest Jamshid de 'farr', de goddelijke uitstraling.
De Perzen komen tegen Jamshid in opstand en als ze horen dat in Arabië een nieuwe koning is opgestaan, Zahhak, bieden ze hém de Perzische kroon aan. Jamshid vlucht honderd jaar lang, maar duikt dan op aan de kust van de Chinese Zee. Zahhak neemt hem gevangen en zaagt hem in tweeën. Jamshid heeft zevenhonderd jaar geleefd.